# جوزيف مكمانرس
جوزيف مكمانرس (بالإنجليزية: Joseph McManners)‏ (3 ديسمبر 1992 في كانتربيري في المملكة المتحدة – )؛ هو مغني وممثل وكاتب غنائي وموسيقي ومغن مؤلف إنجليزي بدأ مسيرته الفنية عام 2004.

## وصلات خارجية
- الموقع الرسمي